# 野鉄観光
野鉄観光株式会社（のてつかんこう）は、和歌山県の貸切観光バス事業者である。略称はなく、そのまま野鉄観光と呼ばれている。

## 概要
- 本社・営業部 - 和歌山県和歌山市吐前992番地(クリスタル観光バス本社・和歌山営業所と同居)
  - バスは本社及び大阪営業所に配置されている。
- 橋本営業所 - 和歌山県橋本市隅田町河瀬61番
- 大阪営業所 - 大阪府泉南郡岬町深日1297番地1(クリスタル観光バス大阪営業所に同居)
- タクシー事業部・海南営業所 - 和歌山県海南市藤白170-1
  - 野鉄タクシーの名称でタクシー事業及び野鉄運転代行の名称で自動車運転代行事業を行う
- 廃止営業所　旧本社・旧本社営業所 - 和歌山県海南市阪井1453-1

- 廃止営業所　海南営業所 - 和歌山県海南市日方1520 海南ココ内
- 廃止営業所　岩出営業所 - 和歌山県岩出市中追157-2
- 廃止営業所　個人経営名義貸しとして和歌山市内に和歌山営業所、和泉砂川駅近くに和泉砂川営業所があった。

## 沿革
1974年9月19日に野上電気鉄道株式会社（以下野上電鉄と略記）の全額出資子会社として野鉄観光株式会社が設立され、1975年1月1日より営業を開始した（会社設立日より創業日の方が早い理由は、野上電鉄直営での事業開始日を創業日としているため）。当初は本社が日方駅前の野上電鉄本社内に設置され、バス車庫も登山口駅構内で野上電鉄直営の路線バスと共用するなど社内分社化の意味合いが強かったが、その後業務拡大に伴う増資を何度か行った際、親会社である野上電鉄は経営上の問題から増資分を引き受けることができず、第三者がこれを引き受けたことから結果的に独立経営へと移行する形になった。なお、野上電鉄の会社清算時には、その出資比率はわずか数パーセント程度となっていた。
2016年10月に大十株式会社からオレンジタクシー株式会社を取得しタクシー事業部として野鉄タクシーの名称でタクシー事業及び自動車運転代行事業を開始する。同社はもともと野上電鉄の関連会社だった野鉄タクシー株式会社を1993年8月に大十が買収したもので、出自を同一とする企業が経営を引き受けてかつての名称が復活する形となった。
本社は国道370号線阪井バイパス建設に伴う土地収用により2017年1月に和歌山市吐前992番地に移転した。同地には一足早く関連会社のクリスタル観光バス本社・和歌山営業所が移転しており、同社と本社を共用する。

## 営業
自社単独では、近年のバス保有台数が20台弱で微増減する和歌山県では中規模の事業者だが、後述の通りクリスタル観光バスを関連会社に収めたことで、グループでは和歌山県で大手の事業者となり、主に紀北（和歌山県を北部、中部、南部に3分割した北部を指す）を営業エリアとする。特に、近年大阪のベッドタウン化で人口増が見られるものの大手貸切事業者の無い紀ノ川筋（和歌山市から橋本市に至る紀ノ川流域を指す）に本社を移転すると共に橋本営業所を設置し営業を強化している。逆に最も人口の多い和歌山市では有田鉄道等の県内同業者と鎬を削っている。関連会社に野鉄商事、クリスタル観光バスを持つ。

## 車両
国産全車種（エアロバス・エアロエース、セレガ、ガーラ）が使用される。
野上電鉄完全子会社の時代は野上電鉄直営路線バスと同じデザインの濃淡2色の緑色のバスであったが、今は白色を基調に緑色とオレンジ色でNをかたどったラインが入り明るいイメージを強調している。なお、近年のクリスタル観光バスとの経営グループ化に関連し、一時期クリスタル観光バスより移籍したバスがクリスタル観光バス旧色（元和歌山南海観光バス色）のまま、会社名の表記を野鉄観光に変更して使用されていた。